# 朱塞佩·詹尼尼
朱塞佩·詹尼尼（義大利語：Giuseppe Giannini，1964年8月20日—），意大利男子足球运动员，司职中场。他曾代表意大利国家队参加1990年国际足联世界杯和1988年欧洲足球锦标赛。